# 2 Korpus Obrony Powietrznej
2 Korpus Obrony Powietrznej – polski związek taktyczny Sił Powietrznych, którego dowództwo stacjonowało w Bydgoszczy. Korpus został rozformowany w dniu 15 czerwca 2007 r.

## Formowanie i zadania
Podstawą do formowania 2 Korpusu Obrony Przeciwlotniczej były rozkazy: MON nr 0054/Org. z dnia 6.07.1957 oraz DWL i OPL nr 033/Org. z 24.07.1957r. W skład korpusu weszły: pułki lotnictwa myśliwskiego (11 plm, 25 plm, 28 plm i 19 esk. hol.), jednostki artylerii przeciwlotniczej (129 spa i 136 spa), jednostki radiotechniczne (2 sbrt, 8 sbrt i 9 sbrt). W latach 1957–1989 na uzbrojenie 2 Korpusu w pierwszej kolejności wprowadzano nowe typy samolotów: MiG-17, MiG-19, MiG-21, MiG-21Bis, MiG-23 oraz MiG-29.
Zadania
Do podstawowych zadań Korpusu należało:
- zapewnienie osłony ważnych ośrodków polityczno-administracyjnych, obiektów przemysłowych, baz morskich w rejonie północnych i zachodnich granic kraju;
- gotowość do osłony okrętów Marynarki Wojennej na morzu;
- odpowiedzialność za obronę baz morskich, mostów kolejowych i drogowych.

## Struktura organizacyjna w 2006

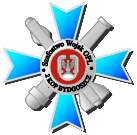

Dowództwo 2 Korpusu Obrony Powietrznej w Bydgoszczy
- dowódca
  - Szef Sztabu – zastępca dowódcy
    - Oddział Zasobów Osobowych (A-1)
    - Oddział Rozpoznania i Walki Elektronicznej (A-2)
    - Oddział Operacyjny (A-3)
    - Oddział Planowania Operacyjnego (A-5)
    - Oddział Łączności i Dowodzenia (A-6)
    - Dyżurna Służba Operacyjna (DSO)

  - szef Szkolenia
    - Oddział Szkolenia
    - Oddział Wojsk Lotniczych
    - Oddział Wojsk Obrony Przeciwlotniczej

  - szef Logistyki
    - Oddział Planowania
    - Oddział Techniki Lotniczej
    - Oddział Techniki Naziemnej
    - Oddział Materiałowy
    - Oddział Infrastruktury

  - Sekretariat
  - Wydział Ruchu Lotniczego
  - Wydział Służby Zdrowia
  - Pion Ochrony
    - Kancelaria Tajna
    - Kancelaria Jawna
    - Kancelaria Zagraniczna

  - kapelan Dowództwa Korpusu

Jednostki podległe 
- 2 Baza Lotnicza w Bydgoszczy
- 1 Brygada Lotnictwa Taktycznego w Świdwinie
- 2 Brygada Radiotechniczna w Bydgoszczy – przekazana w 2006 w podporządkowanie Sił Powietrznych
- 2 Węzeł Łączności w Bydgoszczy
- 3 Brygada Rakietowa Obrony Powietrznej w Warszawie
- 78 pułk rakietowy Obrony Powietrznej w Mrzeżynie
- 2 batalion radioelektroniczny w Lidzbarku Warmińskim
- 2 eskadra lotnictwa transportowego w Bydgoszczy
- 18 Ruchome Warsztaty Techniczne w Gdyni – przekazane w 2006 w podporządkowanie Sił Powietrznych

Struktura organizacyjna aktualna na dzień 17 marca 2006.

## Dowódcy korpusu
- 1957–1961 – gen. bryg. pil. Michał Jakubik
- 1961–1968 – gen. bryg. pil. Tadeusz Krepski
- 1968–1971 – gen. bryg. pil. Andrzej Rybacki
- 1971–1977 – gen. bryg. pil. dr Władysław Hermaszewski
- 1977–1979 – gen. bryg. pil. Jerzy Rakowski
- 1979–1982 – gen. bryg. pil. Marian Bondzior
- 1982–1985 – gen. bryg. nawig. Ryszard Michalik
- 1985–1988 – gen. bryg. pil. Henryk Pietrzak
- 1988–1992 – gen. bryg. pil. Jan Waliszkiewicz
- 1992–1996 – gen. bryg. pil. Mieczysław Walentynowicz
- 1996–2001 – gen. bryg. pil. Janusz Konieczny
- 2001–2003 – gen. bryg. pil. Zbigniew Bielewicz
- 2003–2004 – płk dypl. pil. Ryszard Wilantewicz
- 2004–2007 – gen. bryg. pil. Tadeusz Kuziora